# Tweede divisie 1967/68
Het seizoen 1967/68 was het twaalfde seizoen in het bestaan van de Nederlandse Tweede divisie. De voetbalcompetitie, georganiseerd door de Koninklijke Nederlandse Voetbalbond (KNVB), was het derde en laagste niveau binnen het Nederlandse betaald voetbal. Wageningen werd kampioen.
Er promoveerden drie ploegen naar de eerste divisie. Nadat Wageningen de competitie won, werden er tussen de nummers 2, 3 en 4 een play-off gehouden. Hier kwamen Helmond Sport en Veendam als winnaars uit de bus en bleef Fortuna Vlaardingen in de Tweede Divisie.
Topscorer werd de Duitse aanvaller Uwe Blotenberg van Roda JC.

## Reguliere competitie

### Deelnemende teams
| Club                | Plaats       | Accommodatie           | Capaciteit | Trainer          |
| ------------------- | ------------ | ---------------------- | ---------- | ---------------- |
| AGOVV               | Apeldoorn    | Berg & Bos             | 20.000     | Joop de Busser   |
| Baronie             | Breda        | De Blauwe Kei          | 12.000     | George Knobel    |
| SC Drente           | Klazienaveen | Mr. Ovingstraat        | 8.000      | Arie Otten       |
| EDO                 | Haarlem      | Noordersportpark       | 10.000     | Robert Klijn     |
| Excelsior           | Rotterdam    | Woudestein             | 11.000     | Rinus Smits      |
| Fortuna Vlaardingen | Vlaardingen  | Floreslaan             | 12.000     | Jan Brouwer      |
| Gooiland            | Hilversum    | Gemeentelijk Sportpark | 16.000     | Ko Stijger       |
| De Graafschap       | Doetinchem   | De Vijverberg          | 12.000     | Ad Zonderland    |
| Heerenveen          | Heerenveen   | Gemeentelijk Sportpark | 12.000     | Evert Teunissen  |
| Helmond Sport       | Helmond      | De Braak               | 12.000     | Frans Debruijn   |
| Hermes DVS          | Schiedam     | Harga                  | 16.000     | Gijs Doolard     |
| Hilversum           | Hilversum    | Gemeentelijk Sportpark | 16.000     | Wim Vaal         |
| Limburgia           | Brunssum     | Venweg                 | 15.500     | Charles Siezenis |
| NOAD                | Tilburg      | Gemeentelijk Sportpark | 20.000     | Maarten Vink     |
| PEC                 | Zwolle       | De Vrolijkheid         | 10.000     | Jan van Asten    |
| Roda JC             | Kerkrade     | Kaalheide              | 20.000     | Adam Fischer     |
| Veendam             | Veendam      | De Langeleegte         | 13.000     | Evert Mur        |
| Wageningen          | Wageningen   | Wageningse Berg        | 16.000     | Bas Paauwe sr.   |
| ZFC                 | Zaandam      | Westzanerdijk          | 10.000     | Meg de Jongh     |
| Zwolsche Boys       | Zwolle       | Gemeentelijk Sportpark | 15.000     | Joep Brandes     |

### Eindstand
| pos | club                | gs | w  | g  | v  | pnt | dv | dt | ds  |
| --- | ------------------- | -- | -- | -- | -- | --- | -- | -- | --- |
| 1.  | Wageningen          | 38 | 21 | 9  | 8  | 51  | 75 | 45 | 30  |
| 2.  | Helmond Sport       | 38 | 18 | 13 | 7  | 49  | 59 | 25 | 34  |
| 3.  | Veendam             | 38 | 20 | 9  | 9  | 49  | 63 | 40 | 23  |
| 4.  | Fortuna Vlaardingen | 38 | 21 | 7  | 10 | 49  | 64 | 46 | 18  |
| 5.  | Roda JC             | 38 | 20 | 8  | 10 | 48  | 65 | 54 | 11  |
| 6.  | De Graafschap       | 38 | 18 | 8  | 12 | 44  | 62 | 47 | 15  |
| 7.  | SC Gooiland         | 38 | 13 | 16 | 9  | 42  | 52 | 47 | 5   |
| 8.  | EDO                 | 38 | 12 | 16 | 10 | 40  | 46 | 43 | 3   |
| 9.  | Baronie             | 38 | 15 | 9  | 14 | 39  | 81 | 66 | 15  |
| 10. | Hermes DVS          | 38 | 12 | 15 | 11 | 39  | 53 | 51 | 2   |
| 11. | Limburgia           | 38 | 11 | 14 | 13 | 36  | 64 | 54 | 10  |
| 12. | ZFC                 | 38 | 11 | 14 | 13 | 36  | 38 | 41 | -3  |
| 13. | NOAD                | 38 | 13 | 10 | 15 | 36  | 54 | 61 | -7  |
| 14. | PEC                 | 38 | 12 | 10 | 16 | 34  | 57 | 68 | -11 |
| 15. | Heerenveen          | 38 | 10 | 13 | 15 | 33  | 63 | 60 | 3   |
| 16. | Excelsior           | 38 | 11 | 11 | 16 | 33  | 44 | 49 | -5  |
| 17. | AGOVV               | 38 | 11 | 10 | 17 | 32  | 41 | 66 | -25 |
| 18. | SC Drente           | 38 | 11 | 9  | 18 | 31  | 55 | 69 | -14 |
| 19. | Zwolsche Boys       | 38 | 7  | 9  | 22 | 23  | 29 | 76 | -47 |
| 20. | Hilversum           | 38 | 4  | 8  | 26 | 16  | 30 | 87 | -57 |

### Legenda
| Kleur | Kwalificatie voor                                 |
| ----- | ------------------------------------------------- |
|       | Promotie naar de Eerste divisie                   |
|       | Nacompetitie voor promotie naar de Eerste divisie |

### Uitslagen
|                     | AGO    | BAR   | DRE   | EDO   | EXC   | FVL   | GOO   | GRA   | HEE   | HSP   | DVS   | HIL   | LIM   | NOA   | PEC   | RJC   | VEE   | WAG   | ZFC   | ZBO   |
| ------------------- | ------ | ----- | ----- | ----- | ----- | ----- | ----- | ----- | ----- | ----- | ----- | ----- | ----- | ----- | ----- | ----- | ----- | ----- | ----- | ----- |
| AGOVV               |        | 1 – 2 | 2 – 1 | 2 – 1 | 0 – 1 | 2 – 2 | 0 – 3 | 0 – 0 | 0 – 2 | 1 – 1 | 2 – 0 | 4 – 2 | 0 – 2 | 4 – 1 | 0 – 3 | 1 – 1 | 1 – 0 | 0 – 1 | 1 – 1 | 3 – 0 |
| Baronie             | 11 – 1 |       | 4 – 1 | 3 – 1 | 2 – 1 | 5 – 2 | 3 – 3 | 2 – 1 | 3 – 6 | 0 – 2 | 1 – 1 | 4 – 1 | 2 – 2 | 1 – 2 | 0 – 0 | 5 – 0 | 0 – 1 | 6 – 4 | 1 – 2 | 2 – 0 |
| SC Drente           | 0 – 1  | 1 – 1 |       | 2 – 2 | 0 – 0 | 1 – 1 | 1 – 0 | 1 – 2 | 3 – 4 | 4 – 1 | 1 – 2 | 4 – 0 | 1 – 1 | 4 – 0 | 1 – 1 | 2 – 0 | 1 – 2 | 2 – 1 | 1 – 0 | 3 – 0 |
| EDO                 | 1 – 1  | 2 – 1 | 3 – 2 |       | 1 – 3 | 0 – 3 | 1 – 0 | 0 – 1 | 1 – 0 | 1 – 1 | 1 – 0 | 3 – 0 | 2 – 1 | 3 – 2 | 2 – 2 | 0 – 0 | 2 – 3 | 0 – 0 | 0 – 0 | 5 – 0 |
| Excelsior           | 0 – 1  | 1 – 0 | 2 – 1 | 0 – 0 |       | 0 – 1 | 2 – 3 | 0 – 2 | 1 – 1 | 0 – 0 | 1 – 1 | 3 – 0 | 1 – 0 | 1 – 1 | 0 – 1 | 2 – 3 | 2 – 0 | 2 – 2 | 2 – 1 | 0 – 2 |
| Fortuna Vlaardingen | 2 – 1  | 1 – 3 | 6 – 1 | 3 – 2 | 1 – 1 |       | 1 – 2 | 2 – 0 | 3 – 1 | 1 – 0 | 2 – 1 | 2 – 1 | 2 – 1 | 0 – 0 | 3 – 0 | 0 – 0 | 0 – 0 | 0 – 2 | 3 – 1 | 3 – 1 |
| SC Gooiland         | 0 – 0  | 3 – 3 | 0 – 0 | 0 – 0 | 1 – 0 | 1 – 2 |       | 1 – 0 | 1 – 1 | 2 – 2 | 1 – 1 | 0 – 0 | 3 – 0 | 1 – 1 | 1 – 1 | 3 – 0 | 2 – 2 | 0 – 2 | 0 – 1 | 3 – 1 |
| De Graafschap       | 0 – 3  | 1 – 0 | 7 – 0 | 1 – 2 | 4 – 2 | 2 – 1 | 3 – 1 |       | 2 – 2 | 1 – 0 | 3 – 1 | 1 – 1 | 3 – 1 | 2 – 3 | 2 – 2 | 3 – 4 | 1 – 1 | 1 – 2 | 1 – 0 | 3 – 1 |
| Heerenveen          | 3 – 0  | 1 – 1 | 2 – 2 | 0 – 1 | 2 – 2 | 2 – 2 | 4 – 5 | 2 – 4 |       | 1 – 1 | 0 – 0 | 5 – 0 | 1 – 1 | 3 – 0 | 2 – 0 | 0 – 1 | 5 – 1 | 1 – 0 | 1 – 2 | 1 – 0 |
| Helmond Sport       | 6 – 0  | 2 – 0 | 4 – 1 | 1 – 0 | 4 – 1 | 4 – 1 | 0 – 1 | 1 – 0 | 3 – 1 |       | 0 – 0 | 4 – 0 | 1 – 0 | 0 – 0 | 1 – 0 | 2 – 0 | 2 – 1 | 1 – 1 | 2 – 0 | 6 – 0 |
| Hermes DVS          | 2 – 0  | 1 – 1 | 2 – 0 | 3 – 3 | 2 – 1 | 2 – 1 | 1 – 1 | 1 – 1 | 4 – 3 | 1 – 1 |       | 5 – 1 | 0 – 0 | 2 – 2 | 1 – 0 | 2 – 4 | 0 – 1 | 0 – 1 | 1 – 0 | 2 – 0 |
| Hilversum           | 4 – 0  | 0 – 4 | 0 – 2 | 0 – 0 | 1 – 3 | 1 – 2 | 0 – 2 | 0 – 3 | 1 – 0 | 1 – 1 | 1 – 2 |       | 2 – 2 | 0 – 3 | 4 – 1 | 0 – 2 | 0 – 0 | 0 – 3 | 0 – 0 | 0 – 1 |
| Limburgia           | 0 – 0  | 3 – 1 | 2 – 1 | 2 – 2 | 1 – 1 | 2 – 1 | 1 – 1 | 4 – 0 | 5 – 2 | 0 – 0 | 1 – 1 | 3 – 0 |       | 3 – 2 | 5 – 0 | 2 – 2 | 0 – 1 | 3 – 2 | 1 – 3 | 7 – 2 |
| NOAD                | 1 – 1  | 1 – 3 | 0 – 3 | 2 – 1 | 0 – 2 | 0 – 1 | 3 – 0 | 1 – 2 | 1 – 1 | 1 – 0 | 1 – 4 | 2 – 1 | 3 – 3 |       | 5 – 1 | 1 – 1 | 1 – 0 | 3 – 1 | 1 – 0 | 0 – 1 |
| PEC                 | 2 – 1  | 3 – 0 | 4 – 1 | 0 – 1 | 2 – 2 | 2 – 1 | 1 – 3 | 0 – 2 | 1 – 0 | 0 – 0 | 5 – 3 | 3 – 3 | 3 – 2 | 0 – 3 |       | 5 – 0 | 1 – 2 | 1 – 3 | 4 – 2 | 1 – 1 |
| Roda JC             | 2 – 1  | 3 – 2 | 3 – 0 | 1 – 1 | 2 – 0 | 2 – 0 | 4 – 1 | 1 – 0 | 2 – 0 | 2 – 1 | 2 – 1 | 2 – 3 | 2 – 1 | 2 – 0 | 4 – 1 |       | 3 – 0 | 2 – 2 | 0 – 1 | 2 – 2 |
| Veendam             | 3 – 0  | 5 – 1 | 4 – 2 | 0 – 0 | 2 – 1 | 0 – 1 | 3 – 0 | 0 – 2 | 2 – 1 | 0 – 2 | 4 – 2 | 4 – 0 | 1 – 1 | 2 – 0 | 3 – 1 | 3 – 1 |       | 2 – 1 | 0 – 0 | 1 – 1 |
| Wageningen          | 3 – 1  | 5 – 1 | 5 – 2 | 2 – 0 | 1 – 0 | 2 – 3 | 1 – 1 | 4 – 1 | 2 – 0 | 1 – 1 | 3 – 0 | 2 – 1 | 2 – 1 | 3 – 2 | 2 – 2 | 3 – 1 | 1 – 1 |       | 0 – 0 | 2 – 0 |
| ZFC                 | 1 – 1  | 1 – 1 | 0 – 0 | 1 – 1 | 1 – 2 | 0 – 2 | 0 – 1 | 0 – 0 | 2 – 2 | 1 – 0 | 1 – 1 | 3 – 1 | 1 – 0 | 1 – 1 | 2 – 1 | 3 – 1 | 0 – 3 | 1 – 2 |       | 4 – 1 |
| Zwolsche Boys       | 1 – 4  | 0 – 1 | 0 – 2 | 0 – 0 | 2 – 1 | 0 – 2 | 1 – 1 | 0 – 0 | 0 – 0 | 0 – 1 | 0 – 0 | 2 – 0 | 2 – 0 | 3 – 4 | 0 – 2 | 0 – 3 | 1 – 5 | 2 – 1 | 1 – 1 |       |

## Nacompetitie

### Eindstand
| pos | club                | gs | w | g | v | pnt | dv | dt | ds |
| --- | ------------------- | -- | - | - | - | --- | -- | -- | -- |
| 1.  | Helmond Sport       | 2  | 2 | 0 | 0 | 4   | 6  | 1  | 5  |
| 2.  | Veendam             | 2  | 1 | 0 | 1 | 2   | 3  | 6  | -3 |
| 3.  | Fortuna Vlaardingen | 2  | 0 | 0 | 2 | 0   | 1  | 3  | -2 |

### Legenda
| Kleur | Kwalificatie voor               |
| ----- | ------------------------------- |
|       | Promotie naar de Eerste divisie |

### Uitslagen
|                     | FVL   | HSP   | VEE   |
| ------------------- | ----- | ----- | ----- |
| Fortuna Vlaardingen |       | 0 – 1 |       |
| Helmond Sport       |       |       | 5 – 1 |
| Veendam             | 2 – 1 |       |       |

| Datum + plaats                                                                            | Wedstrijd                           | Uitslag       | Scoreverloop |
| ----------------------------------------------------------------------------------------- | ----------------------------------- | ------------- | --- |
| 23 juni 1968, Vlaardingen, Floreslaan 12.500 toeschouwers Scheidsrechter: Wim Schalks     | Fortuna Vlaardingen – Helmond Sport | 0 – 1 (0 – 1) | 13' Arie Meeuwsen 0–1 |
| 26 juni 1968, Veendam, De Langeleegte 12.000 toeschouwers Scheidsrechter: Arie van Gemert | Veendam – Fortuna Vlaardingen       | 2 – 1 (0 – 0) | 59' Hemmo Kerkhof 1–0, 88' Maup Martens 1–1, 89' Bé Kuiper (pen.) 2–1                                                                       |
| 30 juni 1968, Helmond, De Braak 3.000 toeschouwers Scheidsrechter: Gerard Klaassens       | Helmond Sport – Veendam             | 5 – 1 (2 – 0) | 4' Gerrie van Berlo 1–0, 40' Gerrie van Berlo 2–0, 50' Arie Meeuwsen 3–0, 62' Bé Kuiper 3–1, 81' Arie Meeuwsen 4–1, 87' George Voorjans 5–1 |

## Topscorers
| #   | Naam             | Club                | Goal |
| --- | ---------------- | ------------------- | ---- |
| 1.  | Uwe Blotenberg   | Roda JC             | 28   |
| 2.  | Gerrie Deijkers  | Baronie             | 25   |
| 3.  | Cees van Kooten  | Hermes DVS          | 23   |
| 4.  | Marcel Broecks   | Wageningen          | 22   |
| 4.  | Willy Coolen     | Limburgia           | 22   |
| 6.  | Jan Bouman       | Fortuna Vlaardingen | 21   |
| 7.  | Huub Lenz        | SC Gooiland         | 18   |
| 7.  | Franz Möllers    | De Graafschap       | 18   |
| 9.  | Lambert Kreekels | Helmond Sport       | 17   |
| 10. | Wim van den Berk | Helmond Sport       | 16   |
| 10. | Rikkert La Crois | Veendam             | 16   |
| 10. | Henny Roelofs    | Wageningen          | 16   |

## Voetnoten
1956/57 · 
1957/58 · 
1958/59 · 
1959/60 · 
1960/61 · 
1961/62 · 
1962/63 · 
1963/64 · 
1964/65 · 
1965/66 · 
1966/67 · 
1967/68 · 
1968/69 · 
1969/70 · 
1970/71 · 
2016/17 · 
2017/18 · 
2018/19 ·
2019/20 ·
2020/21 ·
2021/22 ·
2022/23 ·
2023/24 ·
2024/25
AGOVV · Baronie · SC Drente · EDO · Excelsior · Fortuna · Gooiland · De Graafschap · Heerenveen · Helmond Sport · Hermes DVS · Hilversum · Limburgia · NOAD · PEC · Roda JC · Veendam · Wageningen · ZFC · Zwolsche Boys